# Bert Berghoef
Gijsbert (Bert) Berghoef (Waddinxveen, 16 januari 1949) is een Nederlands bestuurder in het openbaar bestuur. Van oktober 2005 tot januari 2017 was hij burgemeester van de gemeente Aalten.

## Loopbaan
Hij was onderwijzer op een basisschool in het Friese dorpje Waskemeer. Daarna doceerde hij een tiental jaren biologie en Nederlands op middelbare scholen in Fijnaart, Gouda en Veendam. In 1989 werd Bert Berghoef directeur van een mavo in de Zuid-Hollandse plaats De Lier. Deze mavo ging door een fusie op in een scholengemeenschap waar hij als een van de directieleden onder andere verantwoordelijk was voor 'Financiën en Beheer'. Naast zijn werk in het onderwijs heeft hij ook nog enige tijd pr-werk gedaan voor de scheepswerf Damen Shipyards in Gorinchem. Voorts was hij juryvoorzitter bij de Nederlandse Draf- en Rensport en maakt thans deel uit van de raad van toezicht van deze sportbond.
Zijn politieke carrière begon hij in 2002 als CDA-raadslid in Moerdijk waar hij in 2003 wethouder werd. Nog datzelfde jaar volgde hij op 1 december zijn partijgenoot Bart Meinema op als burgemeester van Vlist toen Meinema benoemd werd tot burgemeester van Cranendonck.
Van 1 oktober 2005 tot 17 januari 2017 was Berghoef burgemeester van de Gelderse gemeente Aalten, die bijna drie keer zoveel inwoners heeft als de gemeente Vlist.
Bij de Provinciale Statenverkiezingen 2023 stond Berghoef als nummer 12 op de lijst Lokale Partijen Gelderland.